# Єлисаветградське ремісничо-грамотне училище

## З історії закладу

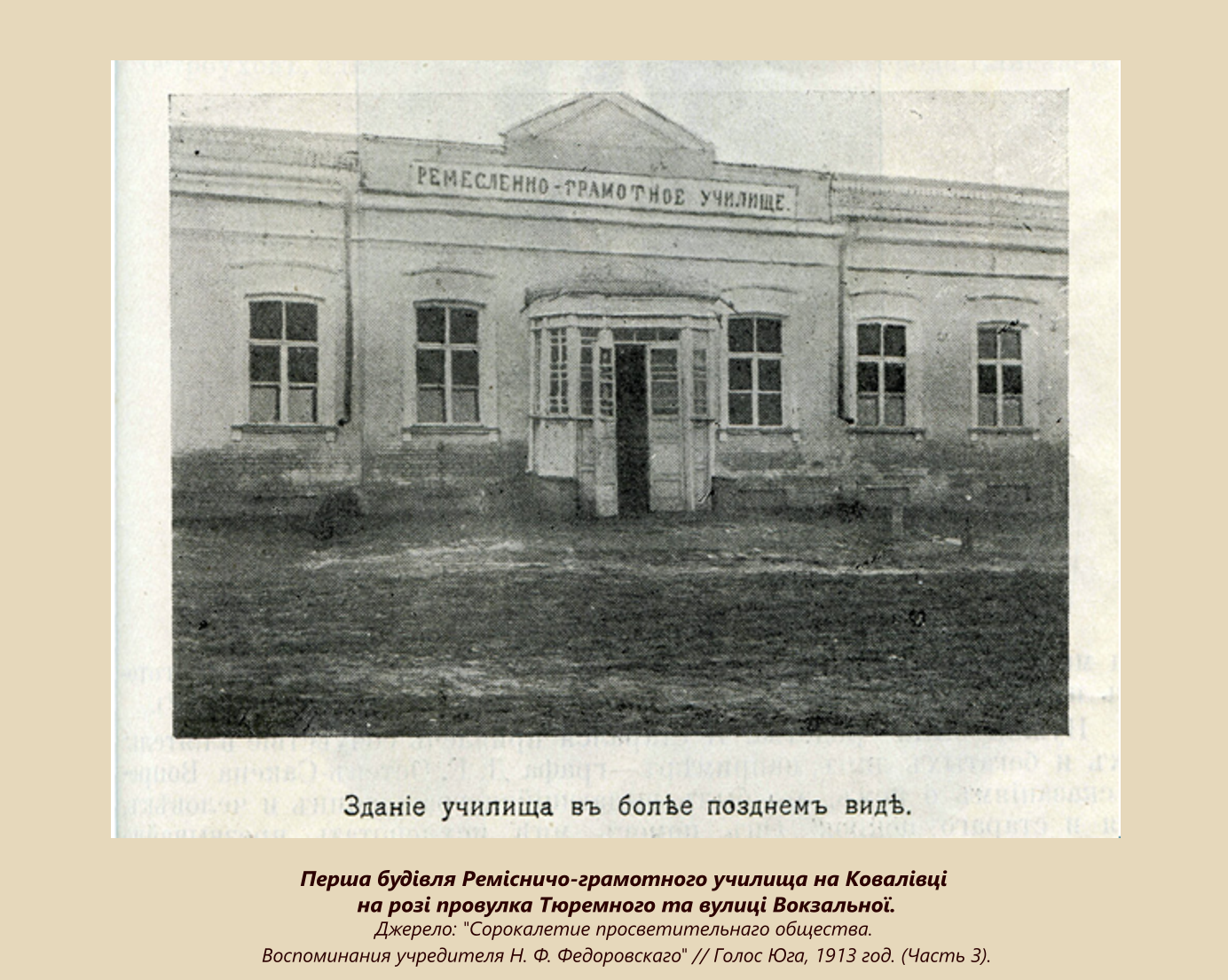
Перша будівля Єлисаветградського ремісничо-грамотного училища на Ковалівці на розі провулка Тюремного та вулиці Вокзальної (на 1867 рік). // Голос юга. 1913 год.

Єлисаветградське безкоштовне ремісничо-грамотне училище було засновано у 1867 році. Ініціатива створення навчального закладу належить приватним особам: викладачу Єлисаветградського кавалерійського училища М. Ф. Федоровському і дружинам офіцерів Г. М. Різановій та О. І. Некрасовій. Для училища знайшли покинуте приміщення з проваленим дахом і почали збирати дітей з бідних сімей. Згодом Федоровський власним коштом будує нову будівлю училища. Проект будівлі училища (з 1913 року, вулиця Вокзальна, №14) зробив Олександр Львович Лишневський (1868—1942) або Л.А. Любельський. 

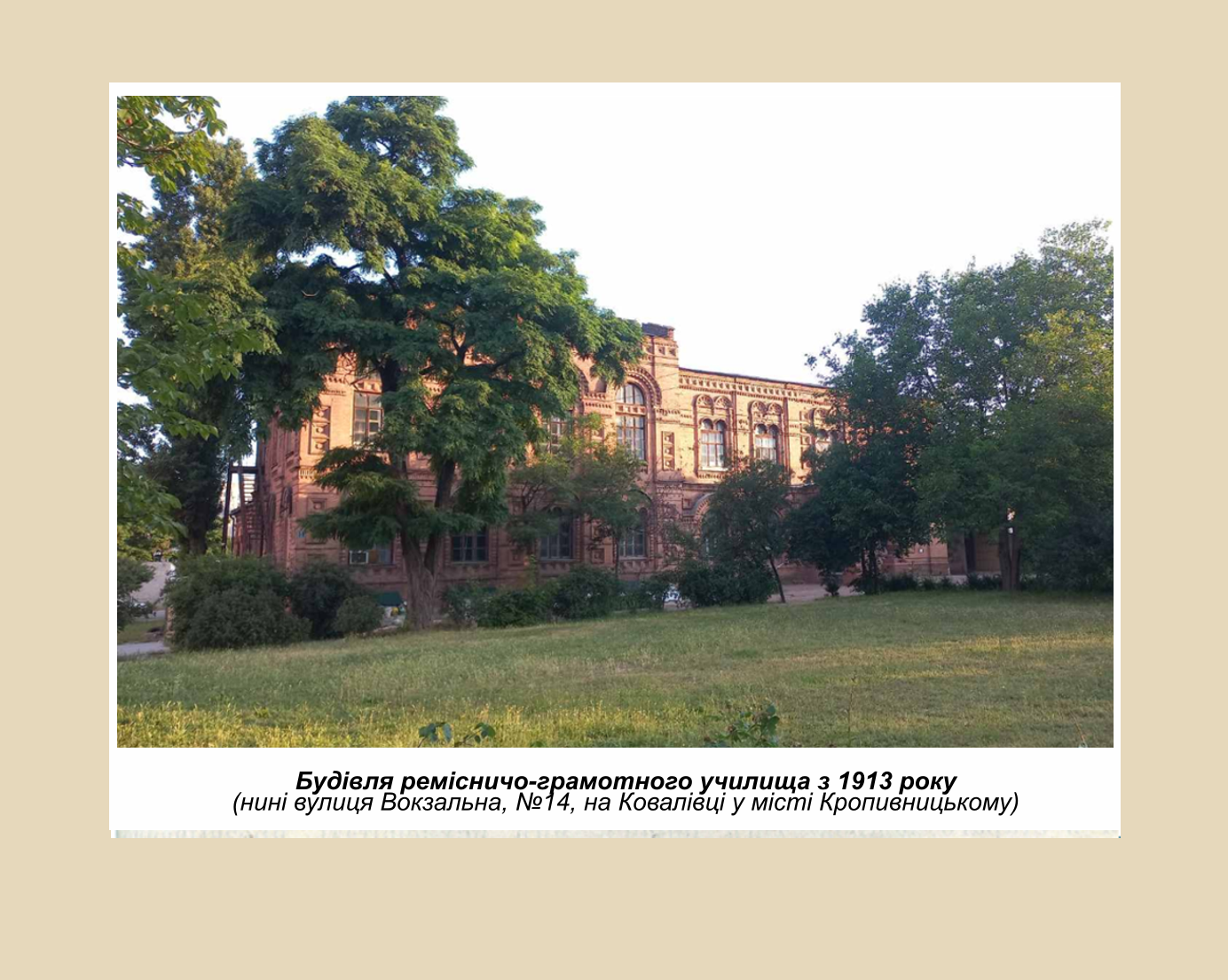
Будівля ремісничо-грамотного училища на Ковалівці в Єлисаветграді, з 1913 року. Нині знаходиться по вулиці Вокзальній №14 у місті Кропивницькому.

На утримання училища використовувалися кошти Єлисаветградського фонду поширення ремесел і письменності, а також засоби пожертвування багатих громадян міста. У ремісничо-грамотному училищі вчилися як хлопчики, так і дівчатка. На той час ремісничо-грамотне училище налічувало 180 учнів і 12 викладачів. Училище підкорялося Міністерству Народної освіти і звітувало перед опікуном Одеського навчального округу. Основною метою училища було вчення дітей грамоті на рівні двокласного народного училища і певному ремеслу. Учні  вивчали технічні креслення, геометрію, фізику, математику, російську мову, географію, історію, оглядове природознавство, чистописання, спів, малювання, гігієну і гімнастику.
Учнів привчали до культури та мистецтва. 
За ініціативи М. Ф. Федоровського, у садку при училищі учні насипали могилу-курган Шевченку - перший у світі пам'ятник Тарасу Шевченку. Пам'ятник "Могила Шевченку" поставлено до 10-річчя смерті Тараса Шевченка у 1871 році.
Під керівництвом родоначальників українського театру І. К. Тобілевича та М. Л. Кропивницького було організовано драматичний гурток, чудовий хоровий колектив і невеликий оркестр. Широко відомий музичний твір «Вечорниці» П. І. Ніщінського написано саме для хору і оркестру ремісничо-грамотного училища і виконано вперше тут 1875 року під керівництвом самого автора. Після успіху "Вечорниць" Марко Кропивницький і Тобілевичі вирішили організувати свою театральну трупу.
Центральноукраїнське вище професійне училище імені Миколи Федоровського вважаєтьтся спадкоємцем Єлисаветградського ремісничо-грамотного училища.

## Виноски
1. ↑  http://dbxtt.kr.ua/index.php/pro-zaklad-10-5000-about-the-institution
2. ↑  https://library.kr.ua/elmuzeum/zemlyaky/fedorovsky/
3. ↑  О. П. Мощич. Гомеопатія в Україні: головні віхи історії (лекція) // Фітотерапія. Часопис — № 4, 2018. –  С.20-21 // https://www.phytotherapy.vernadskyjournals.in.ua/journal/2018/4/4_2018.pdf
4. ↑  Перший пам’ятник Т. Шевченку з’явився у нашому місті. Кропивницький час-тайм — www.chas-time.com.ua (укр.). 10 березня 2021. Процитовано 6 квітня 2025.
5. ↑  Микола Федоровський – ОУНБ Д.І. Чижевського (укр.). Процитовано 26 березня 2025.
6. ↑  https://vpu-4.com.ua/about/history